# Hypoxanthine
L'hypoxanthine est une base nucléique à base purique de formule 6-oxypurine; son nucléoside associé est par ailleurs appelé inosine.
Elle est issue de la réaction de désamination oxydative de l'adénine mais peut aussi être oxydée (en 2) par une xanthine oxydase en xanthine.
Cette sorte de base, de formule brute C5H4N4O, est présente en très petites quantités dans les acides nucléiques. Ainsi, on peut en retrouver dans les anticodons d'ARNt, ce qui joue un rôle dans l'appariement aspécifique avec la troisième base du codon (phénomène appelé wobble en anglais, lié à la dégénérescence du code génétique).
Récemment[Quand ?], le FBI et Scotland Yard ont annoncé être en train de mettre au point une technique permettant de mesurer le taux d'hypoxanthine dans le globe oculaire d'un mort jusqu'à 4 jours après son décès, afin de déterminer l'heure exacte de celui-ci.